# Fredrik Larzon
Fredrik Larzon (Örebro, 25 april 1973) is de huidige drummer van de Zweedse punkband Millencolin. In 1993 verving hij Mathias Färm, die toch beter bleek te zijn in gitaar. Zijn eerste opname met de band was de demo Melack in 1993.
Nikola Šarčević · Mathias Färm · Fredrik Larzon · Erik Ohlsson
Albums en ep's: Use Your Nose · Skauch · Same Old Tunes · Life on a Plate · For Monkeys · Hi-8 Adventures Soundtrack · The Melancholy Collection · Pennybridge Pioneers · No Cigar · Millencolin/Midtown Split · Home from Home · Kingwood · Machine 15 · The Melancholy Connection · True Brew · SOS
Video's en dvd's: Millencolin and the Hi-8 Adventures